# Rhipidura sauli
El abanico cabeciazul de Tablas (Rhipidura sauli) es una especie de ave paseriforme de la familia Rhipiduridae endémica de la isla Tablas, en Filipinas. Anteriormente se consideraba conespecífico del abanico cabeciazul y del abanico cabeciazul de las Bisayas.